# 西埃拉塞拉爾斯 (加利福尼亞州)
謝拉塞達斯（英語：Sierra Cedars）是位於美國加利福尼亞州弗雷斯諾縣的一個非建制地區。該地的面積和人口皆未知。

## 地理
謝拉塞達斯的座標為36°04′34″N 119°18′29″W / 36.07611°N 119.30806°W，而該地的平均海拔高度為1766米（即5794英尺）。